# 138 Pułk Artylerii Lekkiej

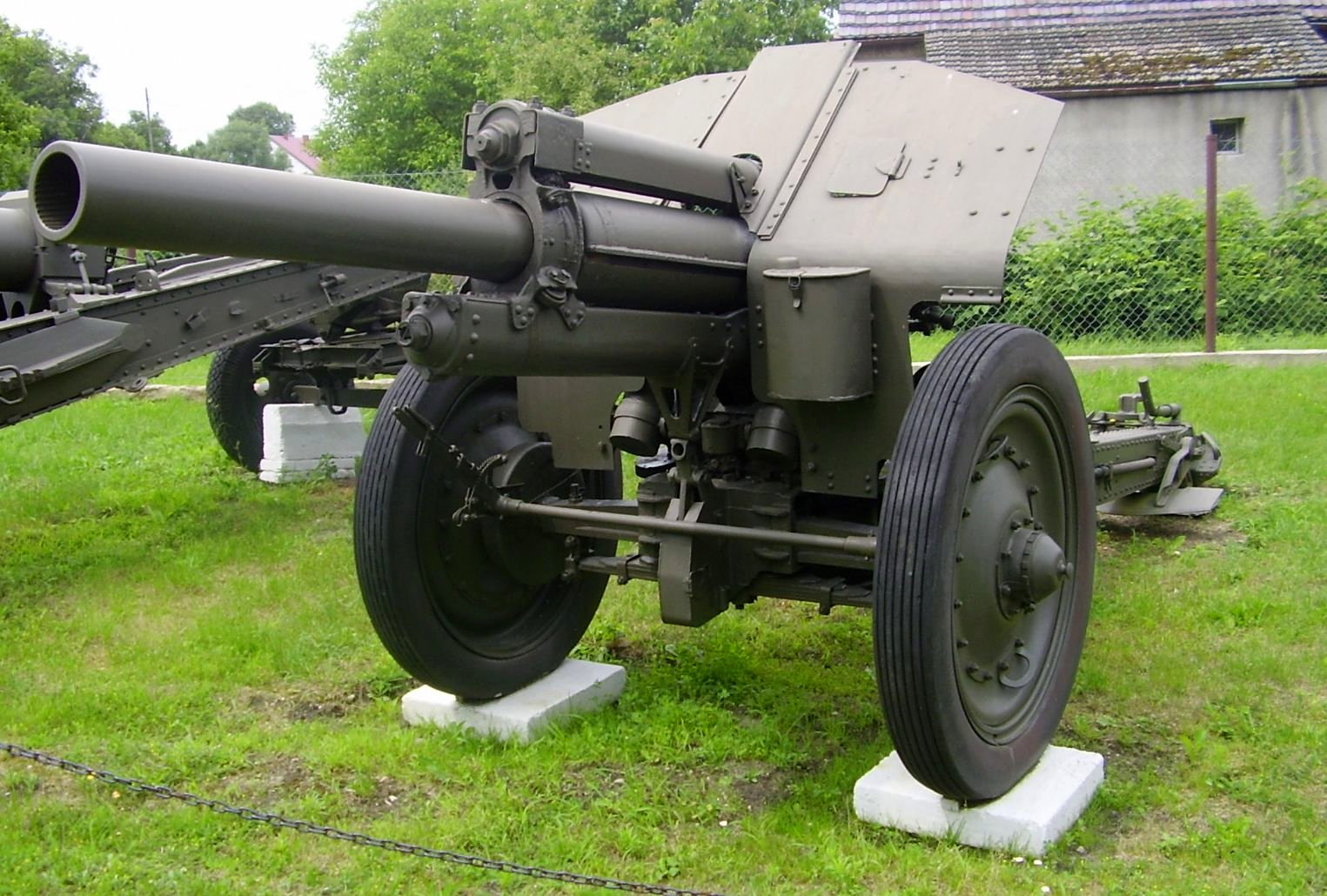
122 mm haubica M-30

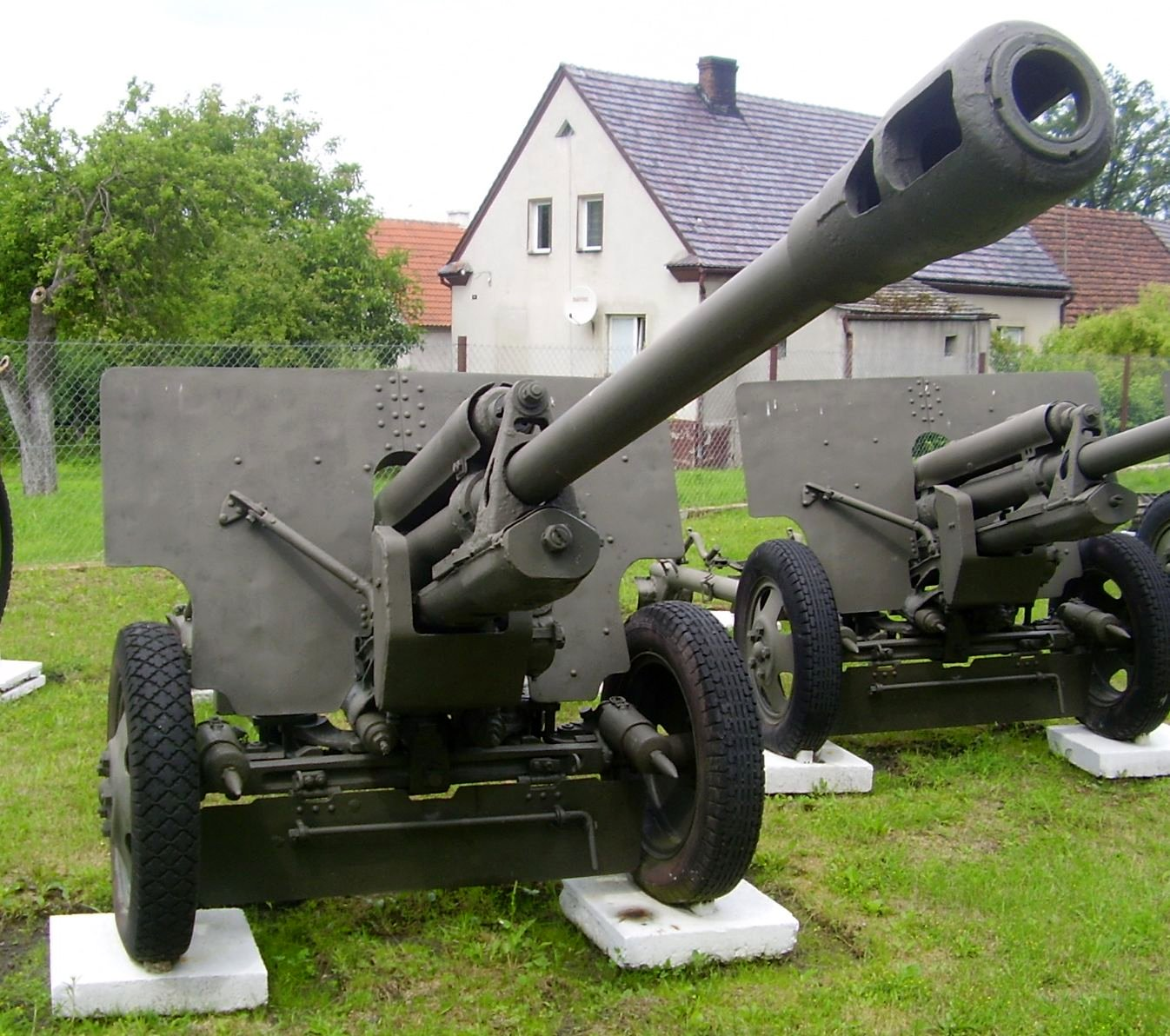
76 mm armata ZiS-3

 138 pułk artylerii lekkiej  – oddział artylerii Wojska Polskiego.

## Formowanie i zmiany organizacyjne
Sformowany w 1950 dla 24 Dywizji Piechoty. Stacjonował w Łomży.
W 1952 pułk został przeniesiony na nowy etat i czasowo podporządkowany dowódcy 1 Dywizji Piechoty.
W 1953 został przedyslokowany do Szczecina i podporządkowany dowódcy 12 Dywizji Piechoty. 29 sierpnia 1955 pułk został rozformowany.

## Struktura organizacyjna
- Dowództwo pułku[7]
- bateria dowodzenia
  - plutony: topograficzno rozpoznawczy, łączności
- dywizjon haubic
  - trzy baterie artylerii haubic
- dywizjon armat
  - trzy baterie artylerii armat